# جلان إل. يوربان
جلان إل. يوربان (بالإنجليزية: Glen L. Urban) هو أكاديمي أمريكي، ولد في 15 أبريل 1940.